# Derk van Egmond
Derk Jan van Egmond (Hellendoorn, 30 augustus 1956) is een Nederlands voormalig wielrenner die actief was op de baan.
Op 13 juni 1974 behaalde hij de jeugdtitel Achtervolging op de Adelaarwielerbaan in Apeldoorn. Op 9 juni 1975 prolongeerde hij deze titel op dezelfde baan.
Van Egmond deed namens Nederland mee aan de Olympische Spelen van 1984 in Los Angeles. Hij eindigde als achtste op het onderdeel puntenkoers.
Er zijn verder geen ereplaatsen bekend. Hij reed nooit onder contract.